# João Maia
João Maia (* 1968 in Lissabon) ist ein portugiesischer Regisseur und Drehbuchautor.

## Leben
João Maia studierte Angewandte Mathematik an der Autonomen Universität Lissabon (Abschluss 1990) und war danach Systemanalyst bei der Bank Banco Totta & Açores (seit 2004 Teil der Banco Santander Totta), bis 1992. Dann beschloss er, sich seiner Filmleidenschaft zu widmen und studierte Film an der New York Film Academy (Abschluss 1993). Er arbeitete dort auch einige Jahre beim Film als Regieassistent (u. a. für seinen Landsmann Bruno de Almeida), sammelte aber auch Erfahrung in Produktion, Casting und anderen Bereichen.
Nach seiner Rückkehr nach Portugal drehte er seinen ersten eigenen Film, den Kurzfilm O Prego (1997) und begann vor allem Werbeclips, aber auch Musikvideos zu drehen und für Fernseh- und Kinoproduktionen zu arbeiten.
Nach ersten Fernsehfilmen drehte er 2019 erstmals einen Kinofilm. Seine Filmbiografie Variações, über den charismatischen, 1984 an AIDS verstorbenen Popsänger António Variações, erhielt enorme mediale Aufmerksamkeit und wurde ein Erfolg an der Kinokasse.

## Filmografie (Regie)
- 1997: O Prego (Kurzfilm)
- 2000: Sexappeal (TV-Serie)
- 2001: Paraíso Filmes (TV-Serie, eine Folge: Febre de Domingo à Noite )
- 2004: Manobras de Diversão (TV-Serie)
- 2006: Regresso a Casa (Fernsehfilm)
- 2008: Casos da Vida (TV-Serie, zwei Folgen)
- 2014: One-Way Ticket (Kurzfilm, Doku.)
- 2019: Variações
- 2022: A Fada do Lar
- 2022: Matilha (TV-Serie, sieben Folgen)
- 2022: Operation Marea Negra (TV-Serie, fünf Folgen)